# Perfluoro-hexiloctano
O perfluoro-hexiloctano, vendido sob a marca Miebo, é um medicamento utilizado no tratamento da doença do olho seco. É usado como colírio.
Os efeitos secundários podem incluir visão embaciada. É um alcano semifluorado e acredita-se que funciona evitando a evaporação das lágrimas.